# Bryce Misley
Bryce Gianni Alcock Misley (Calgary, 5 settembre 1999) è un hockeista su ghiaccio canadese naturalizzato italiano, milita come attaccante nell'Hockey Club Bolzano, squadra della ICE Hockey League, e nella Nazionale italiana.

## Carriera

### Nazionale
In possesso del passaporto italiano e maturate due stagioni consecutive in una squadra di club italiana, necessarie per vestire la maglia azzurra, Misley ricevette la prima convocazione con il Blue Team il 25 ottobre 2023, in occasione del Tamás Sárközy Memorial Tournament disputatosi a Budapest il successivo mese di novembre. L'esordio avvenne il 9 novembre nel match inaugurale vinto 1-0 contro la Slovenia.

## Palmarès

### Club
- Supercoppa italiana: 1

Asiago: 2022

### Individuale
- OJHL Second Team All-Prospect: 1

2015-2016
- OHA Top Prospect Award: 1

2016-2017
- OJHL First Team All-Prospect: 1

2016-2017